# Thể thao fantasy
Thể thao fantasy (tiếng Anh: Fantasy sports); còn có tên là rotisserie hay roto) là dạng trò chơi trực tuyến trong đó người chơi sắp xếp các đội hình ảo gồm các vận động viên ngoài đời thật của một môn thể thao chuyên nghiệp nào đó. Các đội này thi đấu dựa trên thành tích thống kê của các vận động viên đó ngoài đời thực. Thành tích đó được chuyển đổi thành điểm số và các điểm số này sẽ được tổng hợp và tính tổng cộng lại dựa theo đội hình mà người chơi lựa chọn. Hệ thống điểm này thường khá đơn giản để một "league commissioner" điều phối và quản lý giải đấu giữa những chơi có thể tính bằng tay, hoặc các điểm số sẽ được các máy tính theo dõi kết quả ngoài đời thật tổng hợp và tính toán. Trong các môn thể thao fantasy, người chủ đội chơi có thể tuyển mộ, trao đổi và loại các vận động viên trong đội, dựa theo diễn biến ngoài đời thực.
Thể thao fantasy trực tuyến được coi là ngành công nghiệp trị giá hàng tỉ đôla trong đó trò bóng bầu dục NFL fantasy là môn thể thao fantasy phổ biến nhất.